# Bujenka
Bujenka – wieś w Polsce, położona w województwie Podlaskim, w powiecie Wysokomazowieckim, w gminie Ciechanowiec.
W latach 1975–1998 miejscowość administracyjnie należała do województwa łomżyńskiego.
Wierni kościoła rzymskokatolickiego należą do parafii Trójcy Przenajświętszej w Ciechanowcu.

## Integralne części wsi
| SIMC    | Nazwa | Rodzaj    |
| ------- | ----- | --------- |
| 0395582 | Sówka | część wsi |

## Historia
Wieś zwana Bojenka, Bojenki jak również Bojanka czy Bojanowo. Założona nad niewielką rzeczką Kukawką, lewym dopływem Nurca.
Niektórzy właściciele wsi:
- 1483 – Piotr Strumiłło
- 1649 – Maciej Zadorowski
- 1701 – Jan Stanisław Rzewuski
- 1703 – książę Franciszek Maksymilian Ossoliński[9]

W I Rzeczypospolitej miejscowość należała do ziemi drohickiej w województwie podlaskim.
Pod koniec wieku XIX w powiecie bielskim, gubernia grodzieńska, gmina Skórzec. Użytki rolne o powierzchni 462 dziesięcin. W pobliżu dobra Bojenka o powierzchni 832 dziesięcin.
W roku 1921 Bojanka. We wsi naliczono 78 budynków z przeznaczeniem mieszkalnym i 381 mieszkańców (187 mężczyzn i 194 kobiety). Wszyscy zadeklarowali narodowość polską i wyznanie rzymskokatolickie.
Orzeczeniem Wojewódzkiej Komisji Ziemskiej z dnia 27 II 1935 r. zatwierdzono projekt scalenia ziemi we wsi Bojenka w gminie Ciechanowiec.

## Obiekty zabytkowe
- zagroda nr 1, lata 20. XX w.:
  - dom drewniany
  - chlew drewniany
  - stodoła drewniana
  - spichlerz drewniany
- zagroda nr 13, początek XX w.:
  - stajnia drewniana
  - dwa chlewy drewniane
  - stodoła drewniana
  - spichlerz drewniany
- zagroda nr 15, początek XX w.:
  - dwie stajnie drewniane
  - stodoła drewniana
  - spichlerz drewniany
- zagroda nr 49, koniec XIX w.:
  - dom drewniany
  - stodoła drewniana
  - chlew drewniany
- dom nr 23, drewniany, początek XX w.
- dom nr 45, drewniany, lata 20. XX w.
- chlew w zagrodzie nr 7, drewniany, początek XX
- stodoła w zagrodzie nr 9, drewniana, lata 90 XIX

## Obiekty o wartościach kulturalnych
- dwa stanowiska archeologiczne: działka nr 202/3 i działka nr 195/2,3.

## Organizacje pożytku publicznego
Ochotnicza Straż Pożarna w Bujence

## Współcześnie
Wieś leży przy drodze wojewódzkiej nr 681 będącej częścią szlaku turystycznego Warszawa – Białowieża, w strefie chronionego krajobrazu.
W miejscowości założono pierwszą w Polsce hodowlę alpak.